# Галанте, Инесса
И́несса Га́ланте (латыш. Inese Galante; род. 1954) — советская и латышская оперная певица (сопрано); удостоена латвийской государственной награды — ордена Трёх звёзд (Командорский крест).

## Биография
Родилась 12 марта 1954 года в Риге, Латвийская ССР, ныне Республика Латвия, в музыкальной семье, где отец и мать обладали музыкальными голосами. 
После окончания школы поступила в медицинское училище на фармацевтическое отделение, где начала петь. В 1977 году Инесса поступила в Латвийскую академию музыки в Риге.  Её первым учителем была Рашель Шулова. Ещё во время учёбы в академии стала солисткой Латвийской национальной оперы. В 1982 году окончила академию по классу вокала у профессора Людмилы Браун.
В 1991 певица переехала в Германию, где живёт до сих пор. С 1991 по 1999 годы Галант была солисткой Национального театра в Мангейме (англ. National Theatre Mannheim) и Немецкой оперы на Рейне (англ. Deutsche Oper am Rhein) в Дюссельдорфе. Затем начала гастролировать по всему миру. Работала на сцене Театра Елисейских Полей и участвовала во французском фестивале Festival de Radio France et Montpellier Languedoc-Roussillon в Монпелье (Франция); в США — на фестивале Newport Music Festival и Gibson Hall; в Великобритании — в Barbican Centre, Wigmore Hall, Кенсингтонском дворце и Альберт-Холле; в шведской Королевской опере; в итальянской Ла Скала и в России — в Кремле и Большом театре. В 2001 году Инесса Галанте выступила в Роттердаме в совместном с Хосе Каррерасом концерте.
Параллельно с работой за границей певица участвует в оперных постановках в родной Риге. Часто посещает Мариинский театр в Санкт-Петербурге, где у неё сложилось плодотворное сотрудничество с дирижером Валерием Гергиевым. Галанте сотрудничала со многими другими дирижёрами, среди которых — Иегуди Менухин, Зубин Мета, Карл Дэвис, Антонио Паппано, Неэме Ярви, Владимир Федосеев и другие.
Её произведения записаны на пластинки и компакт-диски.